# Alphonse James Schladweiler
Alphonse James Schladweiler (* 18. Juli 1902 in Milwaukee; † 3. April 1996) war ein US-amerikanischer Geistlicher und römisch-katholischer Bischof von New Ulm.

## Leben
Alphonse James Schladweiler empfing am 9. Juni 1929 das Sakrament der Priesterweihe.
Am 28. November 1957 ernannte ihn Papst Pius XII. zum Bischof von New Ulm. Der Erzbischof von Saint Paul, William Otterwell Brady, spendete ihm am 29. Januar 1958 die Bischofsweihe; Mitkonsekratoren waren der Bischof von Bismarck, Hilary Baumann Hacker, und der Bischof von Boise City, James Joseph Byrne. Die Amtseinführung erfolgte am 30. Januar 1958.
Er nahm an allen vier Sitzungsperioden des Zweiten Vatikanischen Konzils als Konzilsvater teil.
Am 23. Dezember 1975 nahm Papst Paul VI. das von Alphonse James Schladweiler vorzeitig eingereichte Rücktrittsgesuch an.